# إرنست فاغنر
إرنست فاغنر (بالألمانية: Ernst L. Wagner)‏ (و. 1829 – 1888 م) هو عالم أمراض، وأستاذ جامعي ألماني، توفي في لايبزيغ، عن عمر يناهز 59 عاماً.